# 우재봉
우재봉(1961년 3월 10일 ~ )은 소방청 차장을 역임한 대한민국의 소방공무원이다.

## 경력
- 제7기 소방간부후보생
- ’93. 2.10～’95.5.10 대구동부소방서 상동․고산파출소장 / 지방소방위
- ’95.5.11～’00.8.6 내무부 소방국 예방과 안전담당자 / 지방소방경
- ’00. 8.7～’04.6.30 충청소방학교 교관단장 / 지방소방령
- ’04. 7.1 ～소방방재청 방호과 운영담당 / 지방소방령
- 달성소방서장 / 지방소방정
- 2012.03 제16대 대구소방안전본부 본부장 / 소방준감
- 청와대 행정관 / 소방준감
- 2014.12 국민안전처 중앙소방본부 소방산업과 과장  / 소방감
- 2015.02~2015.07 제18대 중앙119구조본부 구조본부장   / 소방감
- 2015.07~2017.08 제14대 경상북도 소방안전본부 본부장 / 소방감
- 2017.08~2018.10 / 소방청 차장  / 소방정감[1]
- 2018.10~2019.09 / 제29대 부산광역시 소방안전본부 본부장 / 소방정감
- 2021.09~ / 제2대 한국소방안전원 원장